# Neopolyptychus spurrelli
Neopolyptychus spurrelli is een vlinder uit de familie pijlstaarten (Sphingidae). De wetenschappelijke naam van deze soort is voor het eerst geldig gepubliceerd in 1912 door Lionel Walter Rothschild & Karl Jordan.
De soort komt voor in het Afrotropisch gebied.